# Neochera papuana
Neochera papuana är en fjärilsart som beskrevs av Rothschild 1896. Neochera papuana ingår i släktet Neochera och familjen nattflyn. Inga underarter finns listade i Catalogue of Life.